# Nuevos trenes de CAF para Renfe Cercanías AM
Los nuevos trenes de CAF para Renfe Cercanías AM será una familia de 3 series de trenes fabricados por la empresa CAF para Renfe Cercanías AM (antigua FEVE).
Estas series circularán por vías de ancho métrico del norte de España a una velocidad máxima de 100 km/h y son las siguientes:
- Serie 412: Serie con dos coches de propulsión eléctrica.
- Serie 413: Serie con tres coches electrificados.
- Serie 714: Serie de 5 trenes híbridos (electricidad/diesel). Tienen una mayor versatilidad al poder circular por todas las vías de ancho métrico de España, estén o no electrificadas.[3]

Se tratan de 31 trenes para la red de ancho métrico de Asturias y Cantabria adjudicados en 2020 a CAF. En 2023 se destapó el «fiasco ferroviario», por el que se descubrió que el diseño de estos trenes se había paralizado en 2021 puesto que se encargaron incumpliendo el gálibo existente en la red. De haberse fabricado con el diseño acordado, las unidades no hubieran cabido por varios túneles.
Tras destaparse el fiasco se retomó el diseño y se comenzó la construcción de las primeras unidades en 2024. Entrarán en circulación en 2026.

## Historia

### Licitación y adjudicación
En febrero de 2019 la empresa española Renfe Operadora sacó la licitación la compra de nuevos trenes para su servicio comercial Renfe Cercanías AM. Este servicio era el heredero directo de la antigua FEVE, empresa integrada en 2013 en Renfe. Por lo tanto, se trataba de la primera vez que Renfe compraba trenes para su servicio en vías de ancho métrico. La licitación fue conjunta a una enorme inversión que realizó su compañía para aumentar su parque móvil de Cercanías.
Estaba prevista la compra de 37 trenes en ancho métrico, divididos de la siguiente manera en dos lotes diferentes:
- 31 trenes de Cercanías AM: Se trata del lote del que surgió esta serie. Incluye 31 trenes para prestar servicios de Cercanías en la red de ancho métrico de Asturias y Cantabria.[6] En 2023 el contrato se amplió a 38 unidades, incorporando 7 más.[7]
- 6 trenes alpinos para Cercanías Madrid: Este segundo lote formó una serie aún sin numerar e incluía la compra de 6 trenes "alpinos" para línea C-9 Cercedilla-Cotos de Cercanías Madrid.[6] La primera unidad finalizó su construcción en 2024 y la serie sustituirá a la Serie 442 de Renfe.

A la licitación sólo se presentaron dos empresas: CAF y Stadler Rail Valencia.

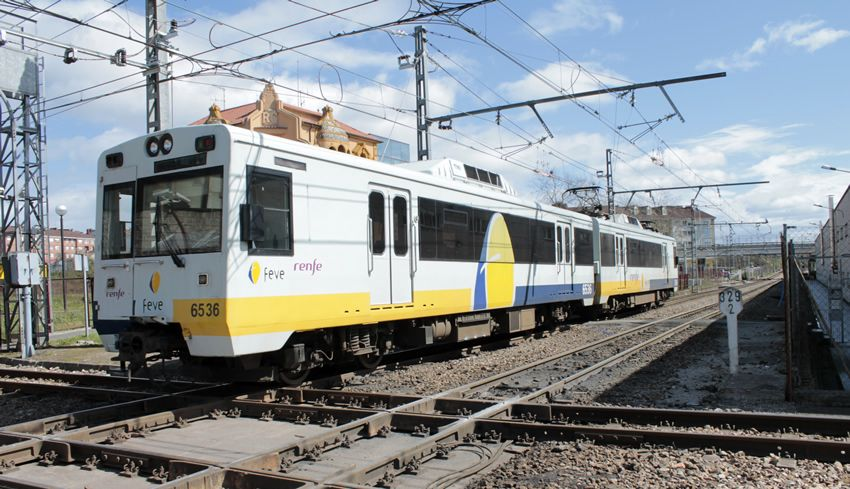
Tren S-3500 de la antigua FEVE en El Berrón (Asturias). Esta serie lleva en circulación unos 50 años, por lo que el pedido de la nueva serie estuvo orientado a bajar la edad media de la flota.

El 29 de junio de 2020 el Consejo de Administración de Renfe acordó adjudicar el contrato de los 37 trenes a la empresa vasca Construcciones y Auxiliar de Ferrocarriles (CAF). El contrato también incluía el mantenimiento de los 6 alpinos y de 15 de los estándar durante 15 años. En total el desembolso previsto por la compra y mantenimiento parcial de los trenes se situó en 258 millones de euros. A lo que respecta al lote de 31 trenes, este costó inicialmente 196,3 millones (IVA incluido), una rebaja del 28,2% sobre el precio de licitación, si bien posteriormente se aumentaría.La formalización del contrato entre Renfe y CAF se firmó el 29 de diciembre de 2020.
Los 31 trenes de ancho métrico irían destinados especialmente a las redes de Cercanías de Asturias y de Cantabria. La flota existente en 2020 tenía una antigüedad media alta: de 28 años, por lo que Renfe preveía bajar esa media hasta los 15 años. La adjudicación recogía la construcción de 26 trenes eléctricos y 5 híbridos (eléctrico/diésel), los cuales podrían alcanzar una velocidad máxima de 100 km/h.
De manera paralela en diciembre de 2020 la empresa Euskotren adjudicó a CAF la fabricación de otros trenes de ancho métrico, los cuales se presentaron ya construidos en enero de 2023.

### El fiasco ferroviario (2023)

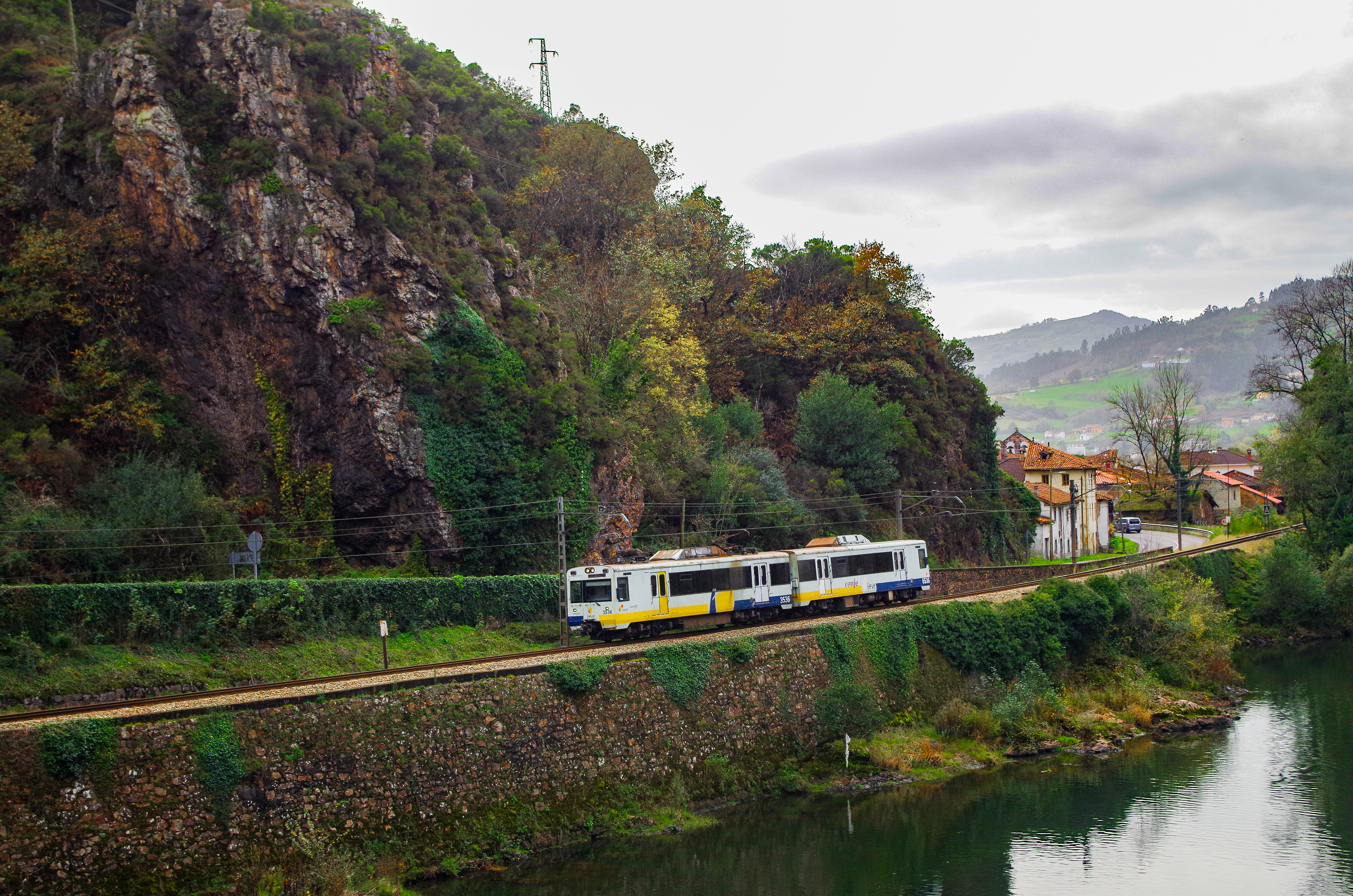
La angosta red de ancho métrico del norte de España está plagada de túneles construidos en el siglo XIX. Muchos de ellos incumplen el ideal de gálibo que Renfe incluyó en la licitación del contrato, puesto que interpretó erróneamente que era el mínimo existente. De haberse fabricado, los trenes no hubieran entrado por algunos túneles de la red.

El 24 de enero de 2023 el periódico asturiano El Comercio, a instancias del periodista Ramón Muñiz, publicó una noticia cuyo titular era «Feve sigue sin recibir los trenes que encargó hace tres años por una confusión en sus dimensiones». La sospecha vino por la comparativa entre el pedido que adjudicó Euskotren en diciembre de 2020, que estaba a punto de entrar en funcionamiento, y el que había hecho Renfe en junio de 2020, donde no había ni el menor rastro de su fabricación.
Ese mismo día el Ministerio de Transportes reconoció que, debido a un error, en el pliego de licitación hecho por Renfe venía recogido un gálibo (tamaño interior de un túnel) mayor al que existe en la realidad. Por lo tanto, de haberse fabricado, estos trenes no habrían entrado por los túneles de parte de la red.
Oficialmente, en noviembre de 2020 los ingenieros de la empresa CAF llegaron a la conclusión de que los trenes solicitados por Renfe eran muy grandes para los túneles realmente existentes. Todo esto gracias a un proceso de indagación con Adif, empresa propietaria de la infraestructura. Aun así, CAF no abandonó la adjudicación que acababa de recibir y el 29 de diciembre de 2020 firmó la formalización del contrato con Renfe, la cual ignoraba este asunto.
El 26 de febrero de 2021 Renfe comunicó a CAF que había descubierto el problema y paralizó el contrato. No lo retomaría hasta que se destapó el problema.
Tras destaparse en enero de 2023, el fiasco fue denominado como «chapuza incalificable» por Miguel Ángel Revilla, entonces presidente de Cantabria, región afectada por el fiasco. Los gobiernos autonómicos de Asturias y Cantabria pidieron explicaciones de lo sucedido, al ver que la entrada en funcionamiento de esta nueva serie se había retrasado en consideración.
El 20 de febrero de 2023 el ministerio de Transportes, el Gobierno de Asturias y el Gobierno de Cantabria firman los denominados «acuerdos de la Castellana», una serie de compensaciones desde el gobierno central hacia ambas regiones damnificadas. Entre las medidas estaba: Prolongar la gratuidad de Cercanías durante los años 2025 y 2026 y ampliar el contrato en 7 trenes, llegando a los 38.
El fiasco ferroviario provocó la dimisión el 20 de febrero de 2023 Isaías Táboas, presidente de Renfe, y de Isabel Pardo de Vera, secretaria de Estado de Transportes.

### Reactivación del contrato
El contrato se reactivó y CAF pudo llevar a cabo el diseño de las 31 unidades inicialmente acordadas, cumpliendo esta vez los gálibos existentes en la red.
El 26 de febrero de 2024 un acto oficial dio inicio a la construcción de las 10 primeras unidades.La fabricación de las unidades se realiza íntegramente en la planta de CAF en Beasáin (Guipúzcoa). Se previó su entrada en funcionamiento en 2026.Para ajustarse a la inflación el coste del pedido de los 31 trenes aumentó en diciembre de 2024 desde los 196 millones de euros acordados en 2020 a 219,7 millones.Todavía no se ha formalizado el contrato de los 7 nuevos trenes incluidos en los «acuerdos de la Castellana», aunque Renfe sugiere que ya están autorizadas.

### Asignación a León
El núcleo de León, debido a la integración ferroviaria en la ciudad del tren como tranvía y a cambios normativos, requiere trenes nuevos de tipo tren-tranvía para poder circular tanto en la ciudad como en la provincia. Se especuló que este lote podría incluir dichos trenes-tranvía, y así lo confirmó en 2020 el ministro Ábalos, aunque no se ha vuelto ha confirmar. La mayoría de los convoyes, por ser eléctricos y no estar el ferrocarril electrificado, no podrían ser utilizados, pero sigue la incógnita de si los híbridos cubrirán en trayecto.

## Descripción
Los trenes de esta nueva serie, que aún no ha sido numerada, serán de ancho de vía métrico (1.000 mm), de tracción eléctrica y contarán con dos subseries: Una subserie tendrá 3 coches y otra 2 coches.Podrán alcanzar una velocidad máxima de 100 km/h.
En su interior contarán con zonas para bicicletas y carritos de bebés, pantallas de información, WiFi y enchufes, así como conexión USB en todas las plazas, entre otros servicios, como baños. Los trenes serán 100% accesibles.